# Daniel Syrkin
Daniel Syrkin, noto anche con lo pseudonimo di Daniel Sirkin, Dani Sirkin, Danny Sirkin, Dan Sirkin, Danny Syrkin (Mosca (Russia), 4 marzo 1971), è un regista e sceneggiatore israeliano.

## Filmografia

### Regista

#### Cinema
- Lemarit Ain (2006)
- Halom Shel Idiot (2007)

#### Televisione
- Zakuta (2001)
- Shotetut (2001)
- Shtey dakot miparadis (2002)
- Hallelujah (2003)
- Echad Ha'am 1 (2003)
- Nispah Tarbut (2004)
- Horey Hahalomot (2006)
- Screenz (2007)
- London Pinat Ben Yehuda – serie TV, episodi 1x01-1x02-1x03 (2009)
- Hasamba Dor3 (2010)
- Sachkan Zar – serie TV, 8 episodi (2015)
- Stockholm – serie TV, episodi 1x01-1x03-1x04 (2018)
- Douze Points – miniserie TV, 3 puntate (2019)
- Miflatzot Ktanot – serie TV, 8 episodi (2016-2019)
- MobLand – serie TV, episodi 1x05-1x06 (2025)

### Regista e sceneggiatore

#### Cinema
- Achshav Rachmaninov (1998) - cortometraggio

#### Televisione
- Take Away – serie TV, episodi 1x01 (2001)
- Ta Gordin – serie TV, 22 episodi (2012-2015)
- HaMidrasha – serie TV, 25 episodi (2015-2018)
- Sohenet BeLev Beirut – film TV (2021)
- Teheran (Tehran) – serie TV, 24 episodi (2020-2025)